# Callirhipis cardwellensis
Callirhipis cardwellensis là một loài bọ cánh cứng trong họ Callirhipidae. Loài này được Blackburn miêu tả khoa học đầu tiên năm 1896.